# Mistrovství Evropy v judu 1976
Mistrovství Evropy mužů se konalo v Kyjevě, Sovětský svaz 7.-9. května 1976 a Mistrovství Evropy žen se konalo ve Vídni, Rakousko 10.-12. prosince 1976.

## Výsledky
Muži
| Kategorie | Zlato                      | Stříbro                   | Bronz                 | Bronz                     |
| --------- | -------------------------- | ------------------------- | --------------------- | ------------------------- |
| -63 kg    | József Tuncsik (HUN)       | Oleg Zurabiani (URS)GEO   | Michel Algisi (FRA)   | Yves Delvingt (FRA)       |
| -70 kg    | Valerij Dvojnikov (URS)UKR | Dietmar Hötger (GDR)      | Marian Tałaj (POL)    | Aristotěľ Spirov (URS)RUS |
| -80 kg    | Jean-Paul Coche (FRA)      | Adam Adamczyk (POL)       | Antoni Reiter (POL)   | Detlef Ultsch (GDR)       |
| -93 kg    | Tengiz Chubuluri (URS)GEO  | Robert Van de Walle (BEL) | Arthur Schnabel (FRG) | Goran Žuvela (YUG)CRO     |
| +93 kg    | Sergej Novikov (URS)UKR    | Givi Onašvili (URS)GEO    | Momir Lucić (YUG)SRB  | Mihály Petrovszki (HUN)   |

Ženy
| Kategorie | Zlato                       | Stříbro                      | Bronz                        | Bronz                     |
| --------- | --------------------------- | ---------------------------- | ---------------------------- | ------------------------- |
| -48 kg    | Jane Bridgeová (GBR)        | Emilia Davicová (ITA)        | Eva Hillesheimová (FRG)      | Edith Bouthemyová (FRA)   |
| -52 kg    | Edith Hrovatová (AUT)       | Gerda Winklbauerová (AUT)    | Hennie Mattemanová (NED)     | Andrée Dayezová (FRA)     |
| -56 kg    | Sigrid Happová (FRG)        | Sacramento Moyanová (ESP)    | Sylviane Truciosová (FRA)    | Franka Luzziová (ITA)     |
| -61 kg    | Martine Rottierová (FRA)    | Marija Angelovićová (YUG)SRB | Marie-France Milová (BEL)    | Andrea Hilgerová (FRG)    |
| -66 kg    | Paulette Fouilletová (FRA)  | Jocelyne Triadouová (FRA)    | Gabriele Czerwinskiová (FRG) | Laura Di Tomaová (ITA)    |
| -72 kg    | Catherine Pierreová (FRA)   | Marianne Jirkalová (AUT)     | Noella Jodogneová (BEL)      | Judith Salzmannová (SUI)  |
| +72 kg    | Christiane Kieburgová (FRG) | Ellen Cobbová (GBR)          | Margherita De Calová (ITA)   | Giovanna Parentiová (ITA) |